# Oof
Oof is een bestuurslaag in het regentschap Timor Tengah Selatan van de provincie Oost-Nusa Tenggara, Indonesië. Oof telt 1864 inwoners (volkstelling 2010).